# Pic Hallett
Pour les articles homonymes, voir Hallett.
Le pic Hallett (en anglais : Hallett Peak) est un sommet montagneux américain à la frontière des comtés de Grand et de Larimer, dans le Colorado. Il culmine à 3 875 mètres d'altitude dans la Front Range, protégé au sein du parc national de Rocky Mountain. 